# San Antonio de Padua (Buenos Aires)
San Antonio de Padua (usualmente nombrada Padua) es una ciudad ubicada en el partido de Merlo, ubicado en la zona oeste del área metropolitana de Buenos Aires. 
Aunque en la actualidad posee una población numerosa, la localidad aún no cuenta con un movimiento propio que la distinga claramente de la cabecera del partido, a la que se encuentra sumamente ligada por su cercanía. Ocupa, según la última medición, aproximadamente 6,25 km².
Con la sanción de la Ley 8.212 de la Provincia de Buenos Aires, aprobada el 11 de septiembre de 1974, San Antonio de Padua adquirió el estatus de ciudad.
Por ordenanza 5857/21 del Concejo Deliberante de Merlo, se declaró al 22 de agosto de 1922 como fecha de fundación de San Antonio de Padua.
Es considerada la 'Perla' del partido, por su belleza arquitectónica y sus amplias y frondosas arboledas, que pueden observarse a lo largo de todos los barrios que la conforman. 
Padua, es una de las ciudades que registra menor nivel de pobreza del Gran Buenos Aires, ya que solo el 4,86% de su población se encuentra debajo de la línea de pobreza.[cita requerida]

## Geografía

### Ubicación
Padua limita al norte con el Partido de Ituzaingó, al sur y oeste con la ciudad de Merlo y al sureste con la ciudad de Libertad.

## Población
Contaba con 37,755 habitantes (Indec, 2001) según el último censo, de los cuales el 47,4% son varones y el 52,6% mujeres, situándose como la quinta localidad del partido, con un 8 % del mismo. Al contrario del resto de las localidades, Padua vio decrecer su población, que en el censo anterior era de 38,196 habitantes (Indec, 1991).
Los siguientes datos han sido obtenidos de la Dirección Provincial de Estadísticas.
Cantidad de habitantes:

Población según censo 1991: 38.196

Población según censo 2001: 37.755

Variación intercensal: -1,15%
Población según sexo:

Hombres: 47,4%

Mujeres: 52,6%
Estructura etaria:

Población menor a 15 años: 20,33%

Población entre 15 a 64 años: 65,68%

Población de 65 o más años: 13,99%
Población según origen:

Personas nacidas en la provincia de Buenos Aires (argentinos): 55,54%

Personas nacidas en el resto del país (argentinos): 39,11%

Personas nacidas fuera del país (extranjeros): 5,35%
Índice de analfabetismo (personas mayores de 10 años):

Total: 0,56%

Hombres: 0,45%

Mujeres: 0,66%
Población que nunca asistió a algún establecimiento educativo: 2,30%
Población con Necesidades Básicas Insatisfechas (pobreza): 4,86%
Jefes de Hogar:

Hombres: 71,14%

Mujeres: 28,86%
Población con cobertura social: 65,05%
Población mayor a 65 años que recibe jubilación o pensión: 74,55%
Hogares conectados a la red de gas: 92,03%
Hogares conectados a Internet: 13,24%

## Historia

### Las estancias
En el año 1636, vecinos de la ciudad de Buenos Aires solicitan al gobernador y capitán general Don Pedro Esteban Dávila la concesión de mercedes en el Pago de las Conchas, siendo el actual territorio de Padua concedido a don Juan García, don Francisco Rodríguez y al Capitán González de Carbajal. Hacia 1730 estas tierras estaban en posesión de la familia Torrillas, don Blas Martínez y doña Gimena Lobatón; a los pocos años los dos últimos mencionados venden sus tierras a Francisco de Merlo.
En 1712, Francisco de Merlo adquiere las tierras que hoy es Padua. A la muerte de Merlo en 1758, las tierras son donadas a la orden de los mercedarios que fundan en 1776 el Hospicio de San Ramón de Las Conchas, también conocido como el Hospicio de la Merced.
Ya hacia 1830 se tiene noticia que existía una posta de viajeros conocida como la Posta del Ombú Solo que se encontraba en la esquina de Beruti y Alberdi. La posta más cercana era la Posta de Pardo, en el actual Ituzaingó, en donde hoy se encuentra el country club Los Pingüinos. La Posta de Pardo era regenteada por la viuda de Pardo, la señora Torrillas. La Posta del Ombú debe su nombre a un ombú que se ubicaba en el mismo lugar, ombú que se encontraba en pie sólo hasta hace pocas décadas atrás. Se dice que el general Juan Lavalle paró en la posta en 1840. Hacia 1860 el jefe de posta era don Ángel Ramos.
En 1821 el gobernador Martín Rodríguez expropia las tierras del hospicio, que pasan a ser tierras fiscales. Por la Ley de Enfiteusis el Estado provincial arrienda las tierras a Juan Torres, juez de paz de la región. En 1836 las tierras son compradas por Juan Bernardo Navarrete, hombre con amplios contactos en Buenos Aires, que fue juez de paz del partido de Morón en varias oportunidades en la década de 1830. En 1852 Navarrete vende su estancia al irlandés Thomas Gibson Pearson, que a su muerte pasan a su viuda, Manuela Calderón y Aguado la que confía la administración de aquellas a su hijo mayor –fruto de un matrimonio anterior— Juan Dillon.
Dillon, previendo la valorización de las tierras ante la inminente llegada del ferrocarril, comienza a vender parte de la estancia Pearson a distintos inversores. En 1862 Dillon vende a la empresa Vicente Scott y Compañía parte de Padua Siempre será de los dimeo y palazzesi  Norte con la intención de instalar un saladero, y a los pocos años uno de sus socios, Juan Landaburu, adquiere la participación de los demás y con el tiempo Padua Norte comienza a conocerse como Villa Landaburu o Villa Sullivan, nombre del yerno de Juan Landaburu.

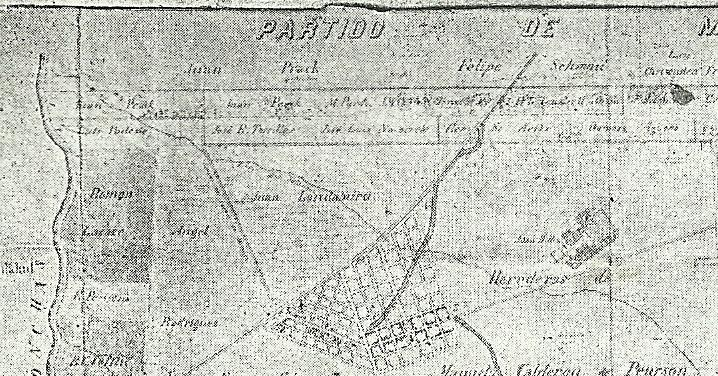
Mapa de Merlo de 1870.

Hacia 1870, «el francés» Landaburu era dueño de las tierras al norte del Camino a Puente de Márquez —hoy avenida Yrigoyen— y se extendían hacia Padua Norte. Atravesadas por el arroyo Saladero, las tierras de Landaburu que daban frente a la estación de Merlo se las conocían como «el bañado» por ser una zona baja e inundable. Desde Puente de Márquez hasta lo que hoy es el Golf Club Ituzaingó, se extendían las tierras de la familia Prack. Los Prack era un prestigiosa familia de inmigrantes alemanes originarios del pueblito de Niederklein, Hesse, que llegaron invitados por Bernardino Rivadavia en 1828 para fundar el pueblo de Chorroarín, actual barrio de Chacarita. Los Prack se trasladaron a Puente de Márquez y luego compraron las tierras que hoy es el Golf Club Ituzaingó, Padua Norte, en donde también se encontraba la chacra de Felipe Schmall, quien instalaría una cervecería en el pueblo de Merlo. Vecinos de los Prack era la familia Torrillas que para 1870 eran propietarios de esas tierras por casi 200 años. Lo que hoy es el centro de Padua estaba dividido en un par de fincas. La familia Dillon-Pearson aún poseían tierras en Padua y Juan Dillon construyó el casco de estancia en el actual barrio La Esmeralda, en el mismo lugar que desde 1875 se puede ver una suntuosa casona de estilo colonial, el casco de la Estancia la Esmeralda, que da su nombre al barrio, y que hoy sirve de salón de fiestas.

### El Pueblito
Padua Sur era conocida como el Pueblito o Villa Fábrica por la empresa llamada Compañía General de Ladrillos que se ubicaba en la intersección de las calles Bartolomé Mitre y San Martín y que proveía de materiales a las obras del ferrocarril. El Pueblito era un conjunto de viviendas muy precarias habitadas por gente muy pobre. En 1906 llega al Pueblito el señor Prack —miembro de la familia antes mencionada— para dar clases particulares a los hijos de los ladrilleros, siendo el primer maestro del pueblo. En 1908 doña María Tereza Cruz de Aló abre una pulpería en El Pueblito que se convirtió en lugar de reunión de los ladrilleros. Por aquellos años los lugareños aún cazaban con escopeta liebres y perdices que luego vendían en las fondas.

### Nace el pueblo de San Antonio de Padua
San Antonio de Padua nace en la segunda década del siglo veinte como Villa Sullivan, al norte de las vías del Ferrocarril del Oeste, cuando las inmobiliarias de José Falbo y la Inmobiliaria Vinelli e Iturralde, lotean unas tierras que se encontraban en la actual Padua Norte delimitadas por las actuales calles Belgrano (Segunda Rivadavia), Sargento Cabral, Alejandro Sullivan y Aráoz.
En 1916, en Villa Sullivan ya se encontraban asentadas las familias de Roque Pagnota (inmigrante calabrés que tuvo catorce hijos), Domingo Perrupato, Cerdeira, Segault, Loubet, Hermida, Coccia y Klever. Tiempo después se establecieron las familias Melano, Dufferdin, Santías, Malino, Parón, Jordán, Manuel López, Federico Lozano, Enrique Otruba, Felipe Diez, Boldrini, Poggi, Pagliotti, Llombart, Molina, Heugas, Lorena, Yoinse, Koning y otras.
En 1919 se inaugura el Ituzaingó Golf Club en la vecindad del poblado y se establece una parada ferroviaria que se conoció como Parada del Golf. En 1923 las autoridades transforman la parada en estación ferroviaria y el 24 de abril de 1924 la estación comienza a llamarse San Antonio de Padua, por sugerencia del fraile franciscano Julián Lagos, y el poblado a las inmediaciones de la estación comienza a conocerse como San Antonio de Padua.

### El Golf Club

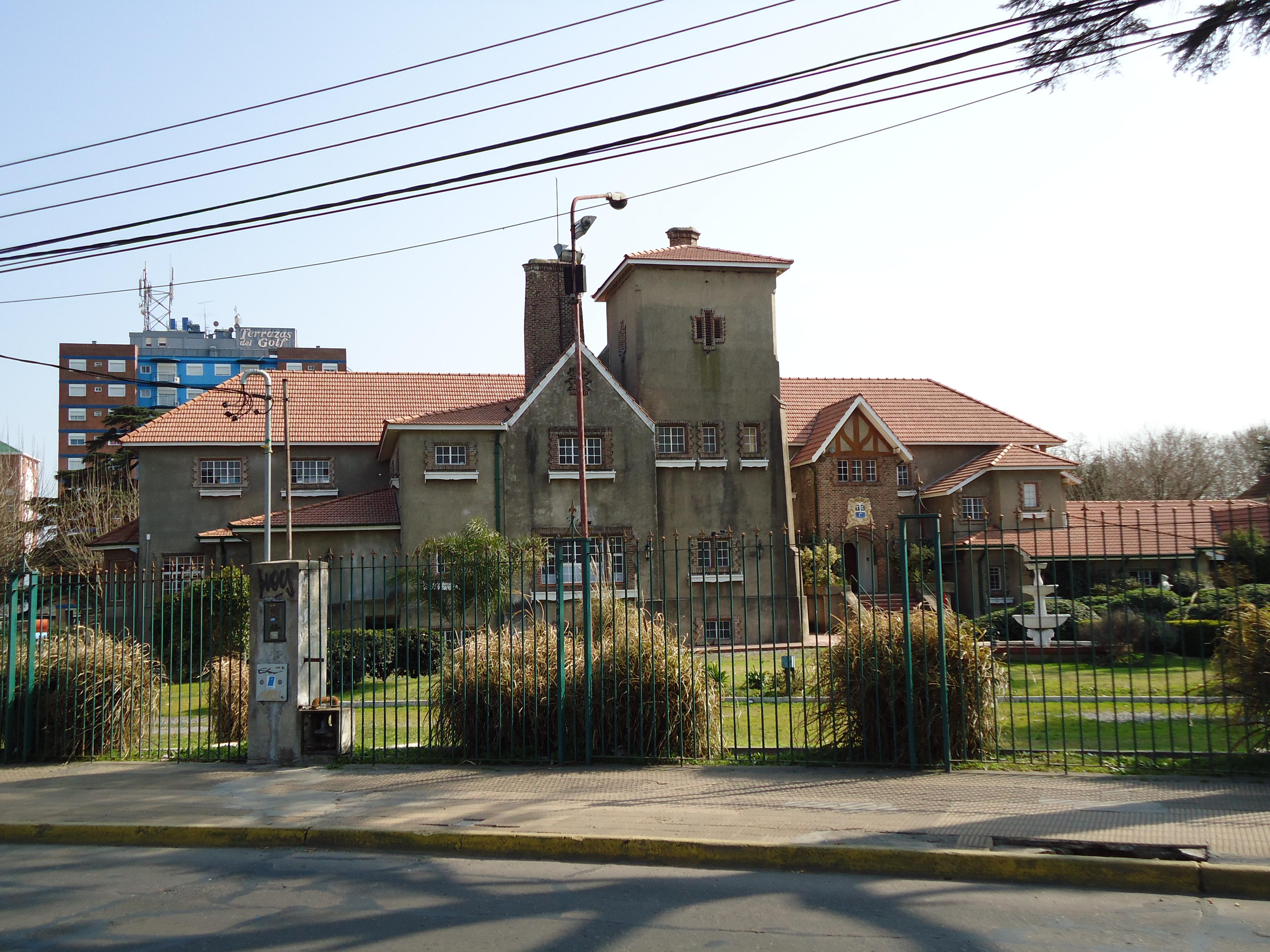
Antiguo club house del Ituzaingó Golf Club.

El Ituzaingó Golf Club fue fundado en el año 1919 por «el francés» Guillermo Seré quien fue su primer presidente, Miguel Mihanovich, Cecil Donkin y Bautista Saubirán, entre otros. El club tomó el nombre del pueblo más cercano que existía hasta entonces: Ituzaingó. Cuando se creó el club house no había luz eléctrica y durante dos años un vagón usina del Ferrocarril Oeste era el encargado de proveer la energía. Eduardo Garabelle fue contratado para construir la cancha de golf y en los terrenos del tambo de Beco se construyeron los primeros nueve hoyos. El primer profesional fue el inglés Thomas Okenden que viajaba diariamente a caballo desde la vecina Ituzaingó. El primer capitán del club fue el Sr. Paterson. Alguno de sus más destacados jugadores fueron el cirujano Finocchieto, Gainza Paz, propietario del diario La Prensa; la familia Mitre, dueña del diario La Nación y el doctor Sojo, director del diario La Razón. El viejo edificio del club house, que se yergue al lado de la estación de ferrocarril, fue reemplazado por un edificio nuevo que se ubica en la calle Gerde y en el año 2007 fue presa de un incendio que lo destruyó parcialmente.
En mayo de 2011 los intendentes Raúl Othacehé y Alberto Descalzo tomaron posesión del edificio para destinarlo como sede del rectorado de la Universidad Nacional del Oeste.

### Llegada del Ferrocarril
El Ferrocarril Oeste de Buenos Aires, el primero que prestó servicios en nuestro país, fue inaugurado el 29 de agosto de 1857. En su comienzo, sus rieles llegaban a Ramos Mejía. Un año después, la línea llegó a Morón y en abril de 1860 lo hacía hasta Moreno. Cuando se inauguró el Ituzaingó Golf Club en 1919, la compañía inglesa Buenos Aires Western Railway Co. Ltd. inaugura el apeadero o parada del Golf para que los golfistas pudieran llegar al club. En 1923 el apeadero se transforma en estación. El presbítero Julián Lagos —quien ya oficiaba misas en el lugar aún sin existir el templo— sugiere que la estación sea llamada San Antonio de Padua. El 24 de abril de 1924 se le impone el nombre de San Antonio de Padua a la estación y al poco tiempo el incipiente poblado comienzan a conocerse como San Antonio de Padua.
Existió un corto ramal de unos 2 km de longitud en las proximidades de la estación San Antonio de Padua en 1902. Este ramal tenía como destino unos hornos de cocción de ladrillos en tierras que el ferrocarril compró a la familia Prack y que hoy es el Golf Club Ituzaingó. Los ladrillos eran utilizados para la construcción de la trinchera entre las estaciones de Once y Caballito.  A partir de planos encontrados recientemente se pudo obtener nuevos datos sobre este ferrocarril que cruzaba los límites de los partidos de Merlo y el viejo Morón. Lea este artículo ASI ERA EL FERROCARRIL A LOS HORNOS DE LADRILLOS
Actualmente el servicio es prestado por la empresa estatal Trenes Argentinos Operaciones, y el ramal es el llamado Domingo Faustino Sarmiento. Dicho servicio permite a los habitantes de la ciudad llegar en menos de una hora al centro de la ciudad de Buenos Aires.

### El desarrollo de Padua
En la década de 1930 comienzan a venderse las fincas que se hallaban alrededor de la estación y comenzaron a edificarse las primeras casas en lo que hoy es el centro de Padua. Uno de los primeros en vender su finca fue el Dr. Perrupato, quien era dueño de una propiedad en Padua Norte, en las inmediaciones de la estación de trenes.
Uno de los más importantes vecinos de Padua de aquella época fue el señor Freidenberg, dueño de las tierras que hoy es el pueblo balneario de Santa Teresita. Freidenberg contrató los servicios de Salvador Lagomarsino para urbanizar el pueblo de Santa Teresita. Salvador, quien también fue el responsable de diseñar la traza urbana del pueblo de Parque Leloir, fue intendente de Merlo al igual que su hermano Ángel.
En 1929 Padua se ve beneficiada con la pavimentación de la Avenida Rivadavia desde Morón hasta Merlo, obra realizada por la administración de Valentín Vergara.
Todos los días, obreros de la construcción en su mayoría italianos, bajaban en la estación de Padua para trabajar en la construcción y muchos de ellos comenzaron a establecerse en el incipiente pueblo gracias a las facilidades dadas para la compra de terrenos: ochenta cuotas mensuales de siete pesos cada una y la entrega gratuita de cinco mil ladrillos para la construcción de las viviendas. Al igual que muchas otras localidades del Gran Buenos Aires, con la intención de promocionar la venta de terrenos, a Padua se la llamaba la «Córdoba chica» por los supuestos beneficios a la salud que le traería a personas que sufrían de asma y enfermedades similares al mudarse a una zona que estaba a 30 m s. n. m. . A lo largo de las próximas décadas el pueblo comenzó a crecer y convertirse en una zona residencial de clase media, con las características casitas blancas de techos rojos de tejas coloniales conocidas como chalet californiano.
La primera industria conocida fue un pequeño taller familiar que se dedicaba a fabricar pipas y sombreros, allá por 1930. En la década de 1960 se funda la empresa insignia de Padua: Pedro Petinari e Hijos, dedicada a la fabricación de carrocerías, semirremolques y acoplados, su hija ha sido víctima de la inseguridad de la zona al igual que su esposo que fue ultimado por unos delincuentes hace pocos meses (2023) cuando unos delincuentes irrumpieron en su domicilio ubicado sobre la calle Italia en el centro de la ciudad.
Jacobo Benarek instala el primer almacén y cancha de bochas. El inmigrante vasco Ramón Goicoechea apodado Centenario repartía leche fresca con su carro. En 1927 Luis Liberini instala la primera pendería en Luis Viale al 700 (hoy Rivadavia). En 1933 el inmigrante asturiano Luciano Suárez instala el Almacén y Bar El Golf en la esquina de Belgrano y Sullivan, que servía de almacén que hacía reparto a domicilio con sus carros, de bar en donde se ofrecían espectáculo vivos, y de estafeta. En El Golf se instaló el primer teléfono público de Padua gracias a los esfuerzos del señor Zamagni. Suárez organizaba toreos de mus y truco, campeonatos de billares en donde concurrió el campeón Enrique Navarra. Instaló una gran radio eléctrica para escuchar partidos de fútbol y encuentros de boxeo.
Don Viola hacía el reparto de carne y don Salvador, inmigrante portugués, el de verdura. La primera enfermera del pueblo fue la señora Nicasia Girard de Lagorio.
A lo largo de la avenida principal Noguera comienza a desarrollarse un importante centro comercial que rivalizaba con Merlo.
Con el transcurso de los años comienzan a fundarse numerosas instituciones: la escuela primaria n.º9 (1929), el colegio n.º16 (1956), colegio n.º28 (1961), el jardín de infantes n.º1 (1954), colegio n.º10 (1951) y el colegio n.º44 (1968). El primer destacamento policial funcionó en una casilla de madera frente a la estación y desde 1937 en donde funciona en la actualidad. En 1950 se inaugura el correo. La Unión Vecinal de Padua (20-11-51), el Club Social y Deportivo 4 de Mayo (4-5-92), el Instituto Belgraniano (16-6-60) y la Sociedad Filantrópica de Hematología (10-40-65). El Banco Provincia (18-6-65), el Teatro Poético de Padua (1969), el Rotary Club de Padua (1962), los Bomberos Voluntarios de Merlo (1954), la Cámara de Comercio de Padua (1963), el Hospital Pedro Chutro (1945) que funcionó primeramente como sala de primeros auxilios y el Club de Leones de Padua (1967). El colegio San Antonio (1939). El Instituto Moderno de Educación Integral (I.M.E.I.) fundado el 16 de junio de 1958 por la Srta. Lidia Aguilar.El jardín Caperucita Roja y el Instituto Nicolás Avellaneda o comúnmente llamado INA (1979) fundado por la inmigrante italiana Nicolasa Juana Macrini (fallecida el 20 de febrero de 2011)  y el colegio Sarmiento (1953), fundado por la Sra. Gogo. En 1965 se funda la Asociación Cultural de Padua que crea la biblioteca Ricardo Güiraldes. En 1968 nace el "Instituto Kennedy" fundado por la profesora Marysabel D´Aquila de Fashbender, espacio dedicado a las artes plásticas, idiomas y diversas enseñanzas administrativas de la época, con el devenir de los años, solo funcionó como escuela de arte (dibujo y cerámica), de allí egresaron varios artistas, entre ellos Silvia Carbone una reconocida artista plástica argentina.
En 1956, llegaba a San Antonio de Padua, la inmobiliaria García Hnos. S.R.L. (Hoy en día continúa existiendo como "Cocheria García", perteneciente a la misma familia) liderada por el martillero José Manuel "Lolo" García, que tenía en su poder 10 manzanas a la redonda, fundando el barrio Villa Ferro Vallerga, denominado así ya que dentro de esas 10 cuadras se instaló una escuela primaria y centro de primeros auxilios donado por el Dr. Ferro Vallerga.
Dicho barrio, se ubica Noguera al fondo, a 6 cuadras de la avenida Beltrán y 15 de la estación de Padua, compuesta por las calles Los Pinos, Los Aromos, La Habana, Rosario, Iguazú, Paraná y Centenario. 
Aquí tenemos la fundación de un clásico barrio de San Antonio de Padua gracias a José Manuel "Lolo" García, quien loteó todos estos terrenos en un remate el 27 de mayo de 1956, en una típica carpa abierta que se hacía en el Ituzaingó Golf Club. Los precios partían desde $120, y se regalaban inclusive 1000 ladrillos para impulsar el crecimiento de la población.
Además, no solamente la inmobiliaria García Hnos. S.R.L. poseía estos terrenos. Luego del gran remate y fundación del barrio Villa Ferro Vallerga, ese mismo año (1956) José Manuel García realizaría una de sus más grandes ventas, para la señora Ethel María Suárez de Melchiorre (Sra. Gogo). Ya que estos eran íntimos amigos desde hacía tiempo atrás debido a que la Sra. Gogo daba clases en su departamento sobre la calle Luis Viale 390 (hoy Av. Rivadavia) y la inmobiliaria de José Manuel García estaba ubicada al lado sobre la misma calle a la altura 392.
La venta sería para la próxima fundación de aquel entonces una escuela primaria incorporada llamada Instituto Domingo Faustino Sarmiento ubicada en la calle Italia 1170, que con los pasos de los años, dicho instituto incorporaría jardín de infantes, escuela secundaria y bilingüe, y terciario.
El espíritu visionario de ellos harían que el negocio familiar siga prosperando, siendo así que luego fueron los afortunados de venderles el terreno a la Panadería La Central, y ellos mismos fundaron la Galería Noguera que tiempo más tarde la venderían en su totalidad, entre otros comercios destacados del barrio.
El 3 de octubre de 1965, con la ayuda de la inmobiliaria, y de la Sra. Gogo donando el colegio para espacio de reuniones, se realiza una asamblea con los comerciantes más importantes de la época, fundando así el Centro Cultural San Antonio de Padua con una comisión directiva inicial presidida por José Manuel García y el Dr. Jaime Epsteyn Balón, fundador y dueño de la Clínica Noguera.
El éxito social y comercial que obtuvo la inmobiliaria junto a su dueño en San Antonio de Padua, y la excelente administración por parte del Centro Cultural, lo llevaría a José Manuel García a ser elegido orgullosamente como el primer Presidente del Centro de Martilleros y Corredores Públicos del Partido de Merlo por un período de 2 años desde el 5 de diciembre de 1980 hasta el 11 de octubre de 1982.
El 14 de mayo de 1958 se inaugura el ya desaparecido Cine Gran Sarmiento en avenida Rivadavia al 23.900. La lujosa sala poseía 1000 m cubiertos con una sola platea de 3 cuerpos y estaba dotada de 1300 localidades pulman.
El pujante desarrollo de Padua motivó a que el 11 de septiembre de 1974 —durante la intendencia del radical Francisco Tomeo— San Antonio de Padua fuese declarada ciudad.

### La iglesia de San Antonio de Padua

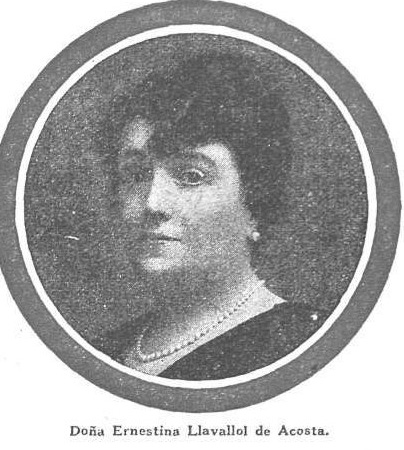
Ernestina Llavallol de Acosta (1871-1956).

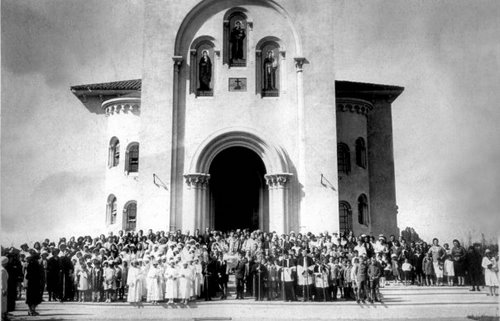
Feligresía de la Iglesia de San Antonio de Padua en 1941.

Hacia 1924 la Orden Franciscana era dueña de una extensa propiedad de 40 ha cuyo frente era la actual avenida Centenario y sus fondos la avenida Vergara (hoy avenida de la calle Real). Anteriormente, las tierras pertenecían a la Compañía General de Ladrillos. En esta propiedad fray Julián Lagos había fundado el Hogar Agrícola Modelo, una escuela agraria para niñas huérfanas que se recibían de maestras rurales; el edificio se encontraba en donde hoy se encuentra el Ateneo franciscano. Hacia 1930 la señora Ernestina Llavallol de Acosta tomó conocimiento de esta obra y decidió donar fondos para la construcción de un templo dedicado a San Antonio de Padua en memoria de su esposo Eduardo Acosta.
Junto con la Sra. de Acosta se debe señalar como principal propulsor de la obra a fray Francisco Alfonso. La iglesia fue bendecida el 29 de septiembre de 1931, consagrada en 1938 y fue declarado parroquia en 1942. Alrededor del templo, que se ubica sobre la avenida Centenario y que fue construido en estilo románico, se yergue un complejo franciscano que incluye al Instituto San Antonio, creado en 1939, la voluminosa biblioteca Fray Mamerto Esquiú y la Facultad de Teología y Filosofía Fray Luis Bolaños. También es parte del complejo el Club Ateneo San Antonio y el salón de actos-cine, que luego fue teatro. Allí nació el Teatro Poético de Padua. Es de destacar la obra de Fray Francisco Alonso creador del Convento Seminario, al estilo de las antiguas abadías europeas.

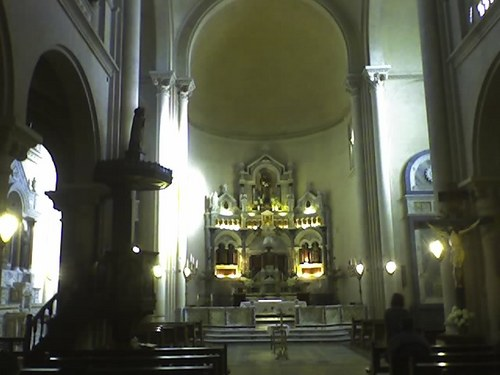
Interior de la iglesia.

El edificio se compone de tres naves de líneas esbeltas de estilo románico. La nave central tiene 9,50 m de ancho y las laterales 4,30 m. La extensión es de 47,6 m de largo. La cúpula de la bóveda central llega a los 15,5 m de altura y las laterales a los 11 m. A la usanza de los antiguos templos coloniales sostienen a un lado al otro y tribunas de 22 m de longitud. El máximo de la bóveda mide 20 m y la torre alcanza los 45 m de altura.
El altar mayor está construido en mármoles rojos, blancos y grises; los capiteles de bronce y en ellos festones, rosetas y otros motivos. En la parte inferior del retablo se encuentran ubicados cuatro nichos que contienen las imágenes de San Francisco Solano, San Roque, Santa Lucía y Santa Isabel de Hungría. En la parte superior y ocupando el lugar central la imagen de San Antonio de Padua. Al fondo, a ambos lados ábside se destacan hermosos vitreaux con imágenes de diversos santos.
En ambas cabezas de las naves laterales se encuentran las tumbas de Eduardo Acosta —cuyos restos fueron traídos desde el Cementerio de la Recoleta— y la tumba de Ernestina Llavallol de Acosta, quien pertenecía a la Tercera orden de San Francisco.

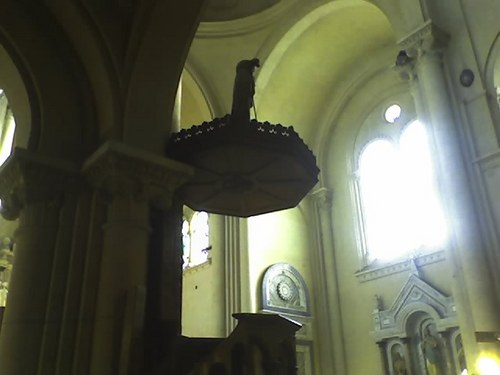
Interior de la iglesia.

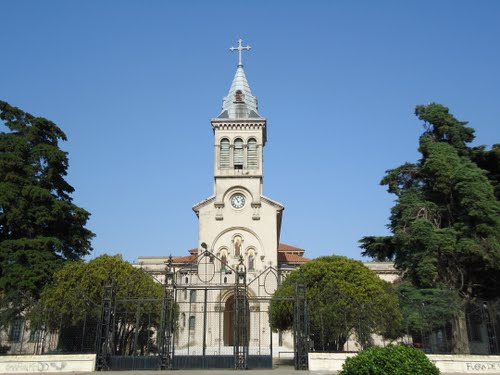
Iglesia de San Antonio de Padua.

Detrás del altar mayor, adherido al ábside se encuentra el coro se encuentra una imponente sillería de roble labrado, distribuido en tres hileras, formando un cuadro que cierran dos altares, uno dedicado a San Francisco de Asís y otro a la Santísima Virgen teniendo a sus pies al teólogo Duns Scoto. En las hornacinas se encuentran las imágenes de algunos grandes santos franciscanos.
En la fachada del templo aparecen representados en mosaico las figuras de San Antonio de Padua, Santa Rosa de Viterbo y Santa Isabel de Hungría.
El primer sacerdote a cargo fue fray Gentil Sosa, la primera misa fue oficiada por fray Francisco Alfonso, la primera procesión se realizó el 13 de enero de 1931, el primer matrimonio se celebró el 6 de enero de 1932 y el primer bautismo el 22 de enero de 1932. El primer párroco fue fray Bernardo Arias en 1942.
Como dato curioso, es que aún dentro del clero llaman a la iglesia de Padua basílica por su magnificencia, pero no lo es porque jamás se ha solicitado el decreto correspondiente.

### C.A.S.A. de Padua

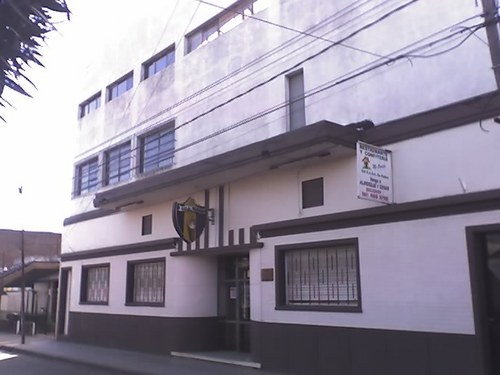
Sede social del club CASA de Padua.

El 12 de diciembre de 1926 un grupo de vecinos de Padua deciden fundar un equipo de fútbol que representara a la ciudad. La reunión tuvo lugar en la sala de espera de la estación Padua y entre los asistentes estuvieron los señores Saverio Pagnotta, José Santos Farris, Manuel Ramón, Carlos y Juan Hermida, Tito Juinsse, Guillermo Baldatti, Enrique Oltruba, Alvarado, Espinosa y Arce. Espinosa propuso llamar al club Lancaster. Cada uno de los asistentes aportó dinero para comprar la pelota. Los fundadores recurrieron al Golf Ituzaingó para que les compraran las camisetas. Los socios del golf ordenaron confeccionar una camiseta con los colores del club golf: amarillo, negro y violeta.
El Lancaster debutó con el Club Nacional de Merlo (hoy Club Independiente de Merlo) perdiendo por siete a cero.

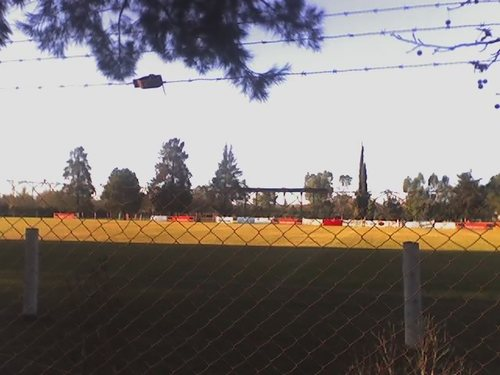
Campo de juego del club CASA.

En 1928 el Club Lancaster cambia su nombre por Club Atlético San Antonio de Padua, el CASA de Padua.
Con el pasar de los años el C.A.S.A. pasó a ser el club de la ciudad, en donde se practicaban toda clase de deportes y actividades sociales.
En 1981 el C.A.S.A. se inicia en la práctica del rugby en la categoría preclasificación. En 1989 el CASA comienza a militar en la Divisional Ascenso, y en 1991 asciende a la Segunda División de la URBA. En 1995 el CASA jugó en la Primera División de la URBA.
En el CASA también se destacan los equipos de vóley y básquet.

### Esparcimiento
En abril de 2017, el Grupo Village Cines inauguró seis salas de cine en la ciudad de Padua, luego de más de veinte años de haber cerrado el Cine Gran Padua. (Instalando salas 4D)

### Estaciones de radio
Radio Contacto A.M. 1460 Khz Desde 1992 (domicilio Zárate 154, San Antonio de Padua).
www.amcontacto.blogspot.com

### Toponimia

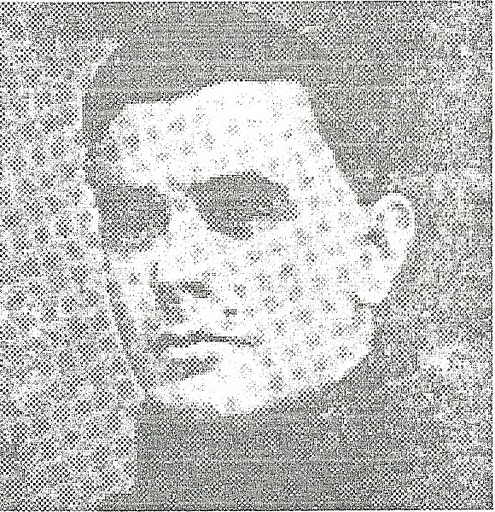
Fray Julián Lagos quien da al pueblo de San Antonio de Padua su nombre.

Lo debe a Antonio de Padua, un santo portugués para la Iglesia católica, a quien invocó el fundador de Merlo al construir la primera capilla (junto a Nuestra Señora del Camino). El nombre recién fue definitivamente impuesto el 1 de abril de 1923, cuando la estación del Ferrocarril Oeste ubicada en la actual localidad es puesta bajo invocación del mismo santo.

### ¿Paduanos o paduenses?
José Francisco Cervini, distinguido vecino de San Antonio de Padua, sostiene que el gentilicio de los habitantes de Padua es paduano y no paduense, y aún más, que sería correcto denominar a los paduenses con el gentilicio de "antonianos".
Según Cervini, el gentilicio de paduano es el correcto porque así está escrito en el altar de la Iglesia de San Antonio, que es una trascripción del Responsorio de San Buenaventura que dice: "... cuéntenlo los socorridos y díganlo los paduanos".
Si bien ambos nombres serían correctos, el uso del término paduense se ha impuesto largamente a paduano y es así como se conocen a los habitantes de San Antonio de Padua.
Considerando  que la historia de la ciudad nos remite a las adyacencias de la iglesia , y que la misma remite al nombre de San Antonio de Padua, que este último nombre refiere a la ciudad de la península itálica del mismo nombre (Padova en italiano), y que a los habitantes de Padua se los denomina por su gentilicio paduanos, se debe considerar que el gentilicio correcto de los oriundos de la ciudad del oeste del gran Buenos Aires debe ser paduano.

### Escudo
El escudo de la ciudad fue diseñado en 1974 por los artistas locales Toros Gurlekian y Carlos Medici. La capucha marrón representa a los frailes franciscanos que tanto hicieron por Padua desde el monasterio que posee la orden desde la década de 1930. Se puede leer el nombre de la ciudad y la fecha en que fue declarada como tal. La rosa heráldica con los cabos que convergen sobre el centro con forma de corazón representa, según los diseñadores del escudo, la savia que nutre a la ciudad de Padua.

## Barrios y calles
Desde 1973, ciertas calles del sur de la localidad tomaron nombre de diarios y revistas, siendo un caso único de este tipo en Argentina.
Los nombres de las calles son: Clarín, El Gráfico, La Razón, La Nación, La Prensa y Billiken.

### Barrios
- Padua Norte
- Policial
- Almirante Storni
- San Alberto (extendido también en Ituzaingó)
- Padua Sur
- La Esmeralda Sud
- Ferroviario
- Parque Porá

## Imágenes

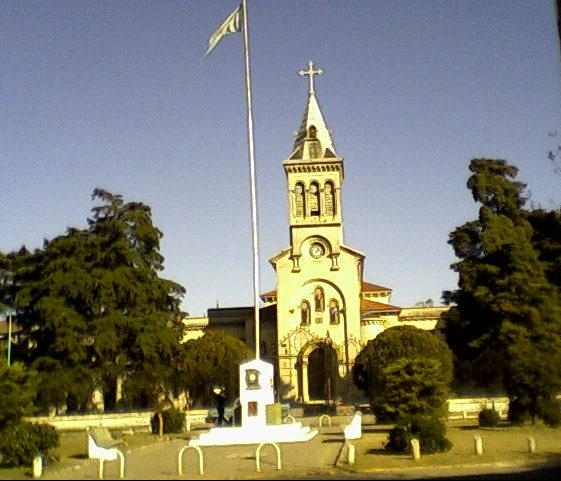
Iglesia de San Antonio de Padua
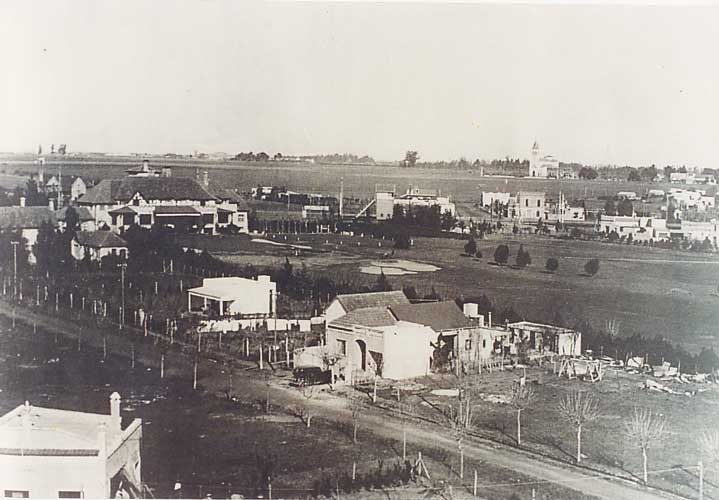
Padua en 1930. A lo lejos se puede ver la iglesia de San Antonio
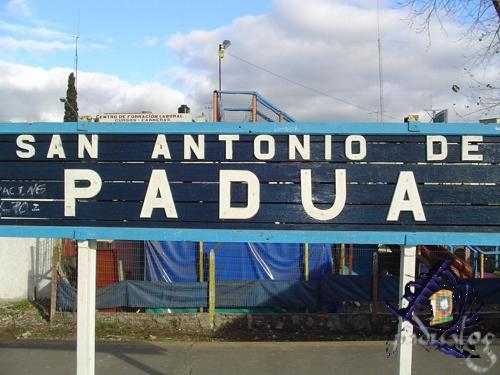
La estación hoy en día

Calles
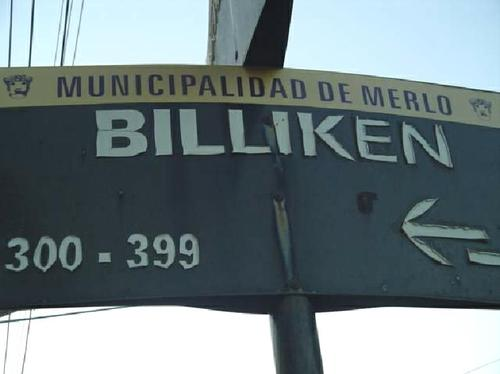
Calle Billiken
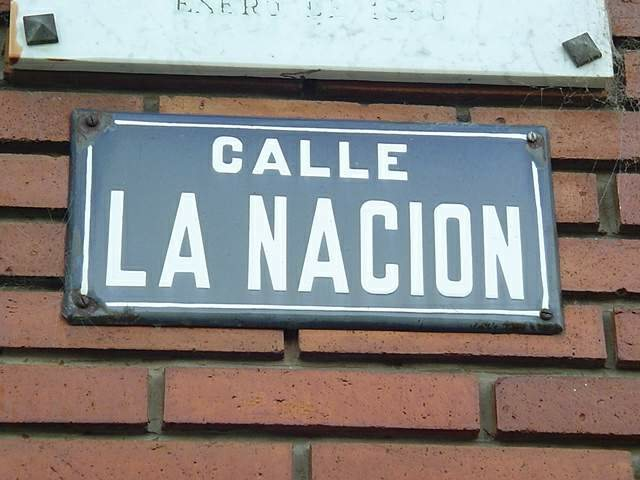
Calle La Nación
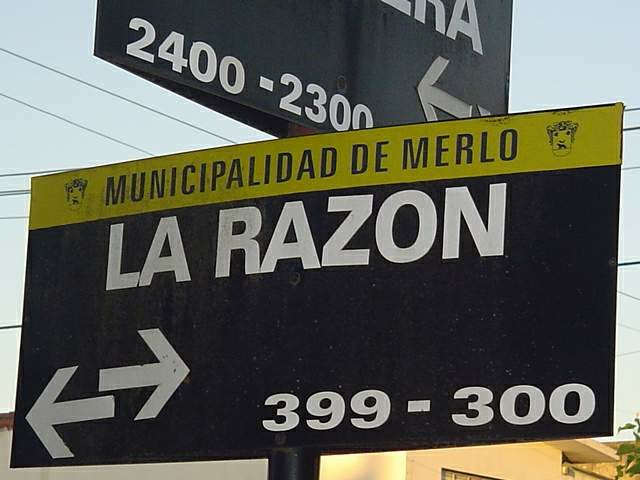
Calle La Razón

La ciudad bajo la nieve el día 9 de julio de 2007
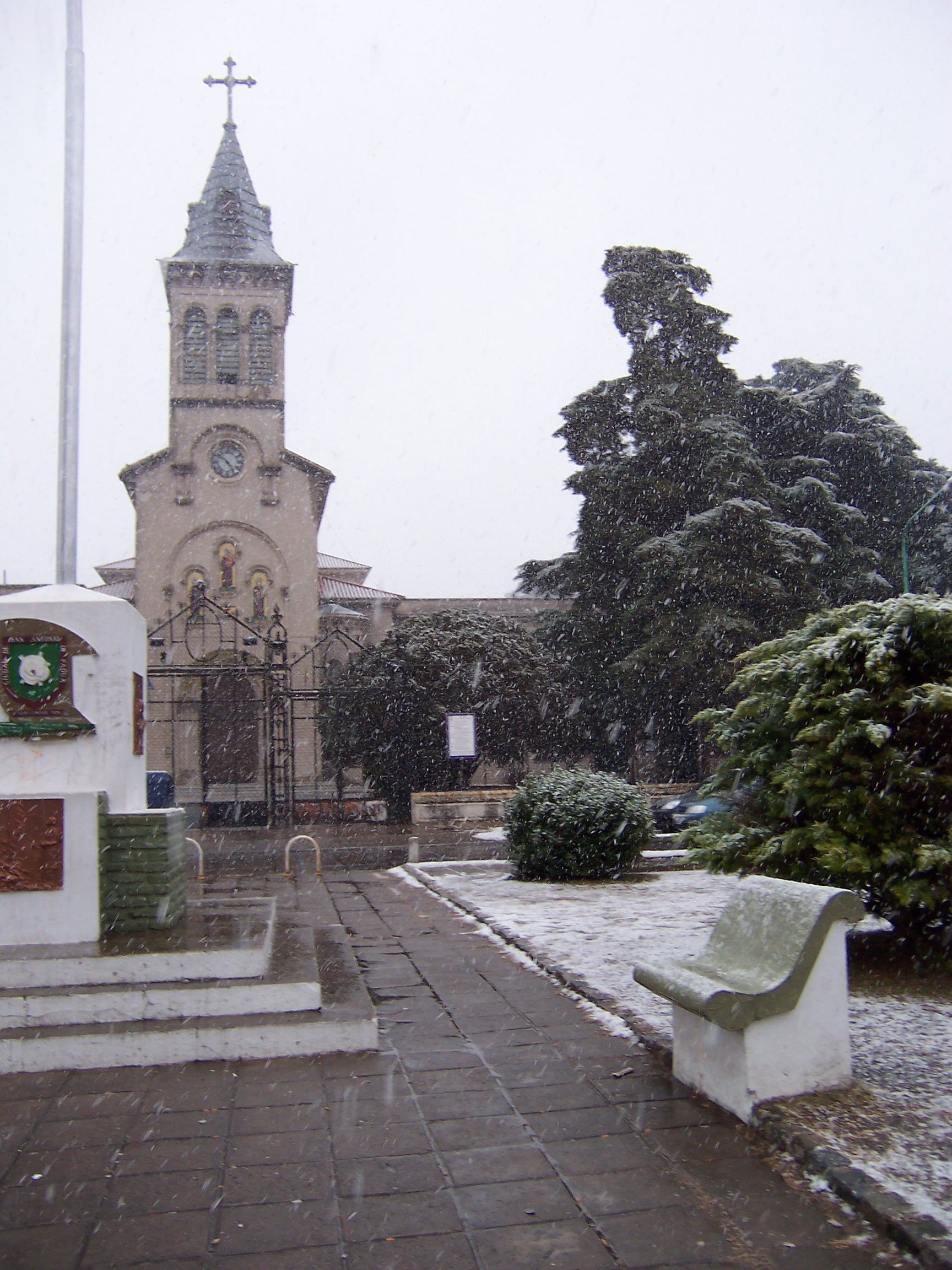
Nieve en la iglesia
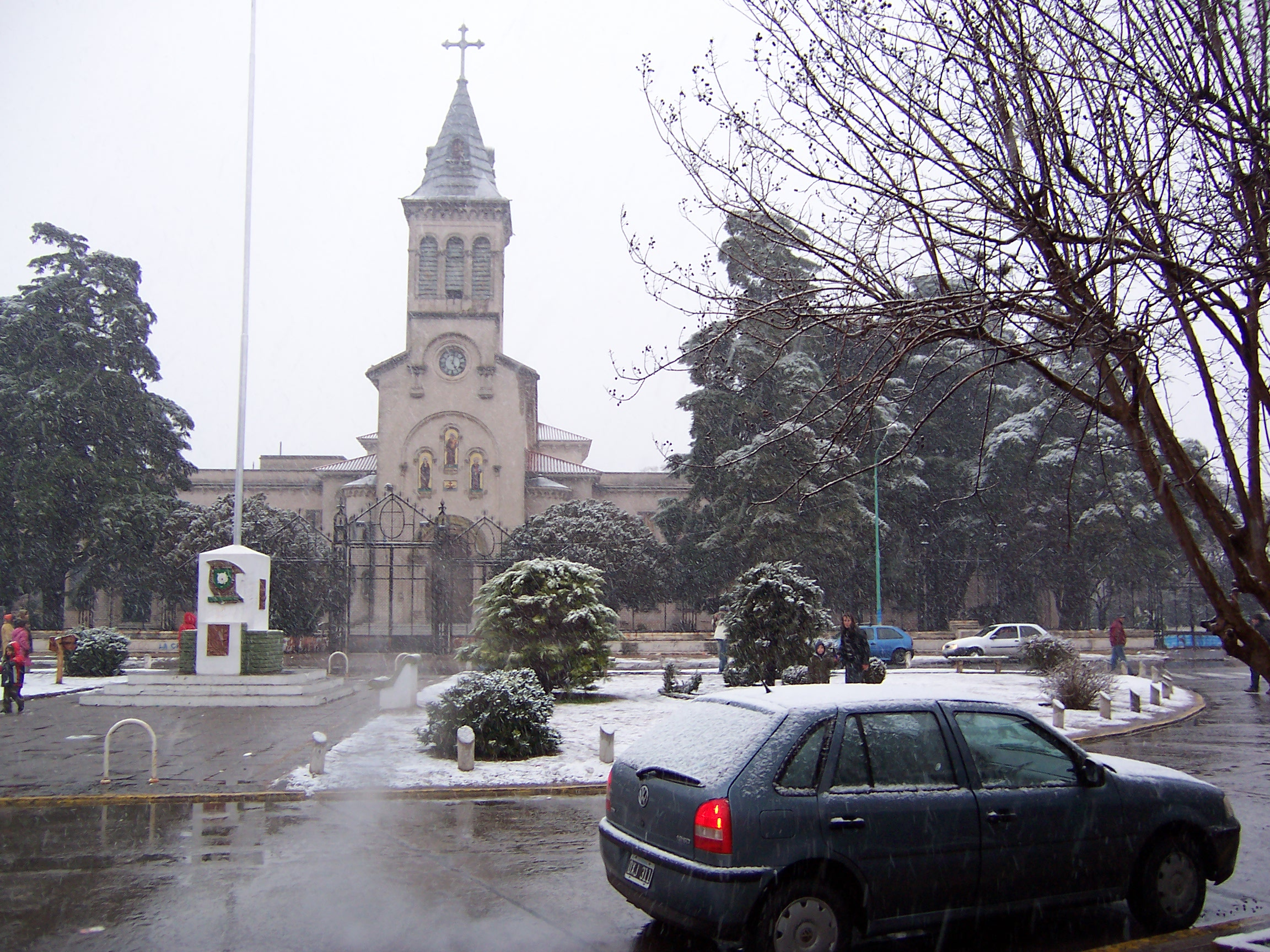
Nieve en la iglesia
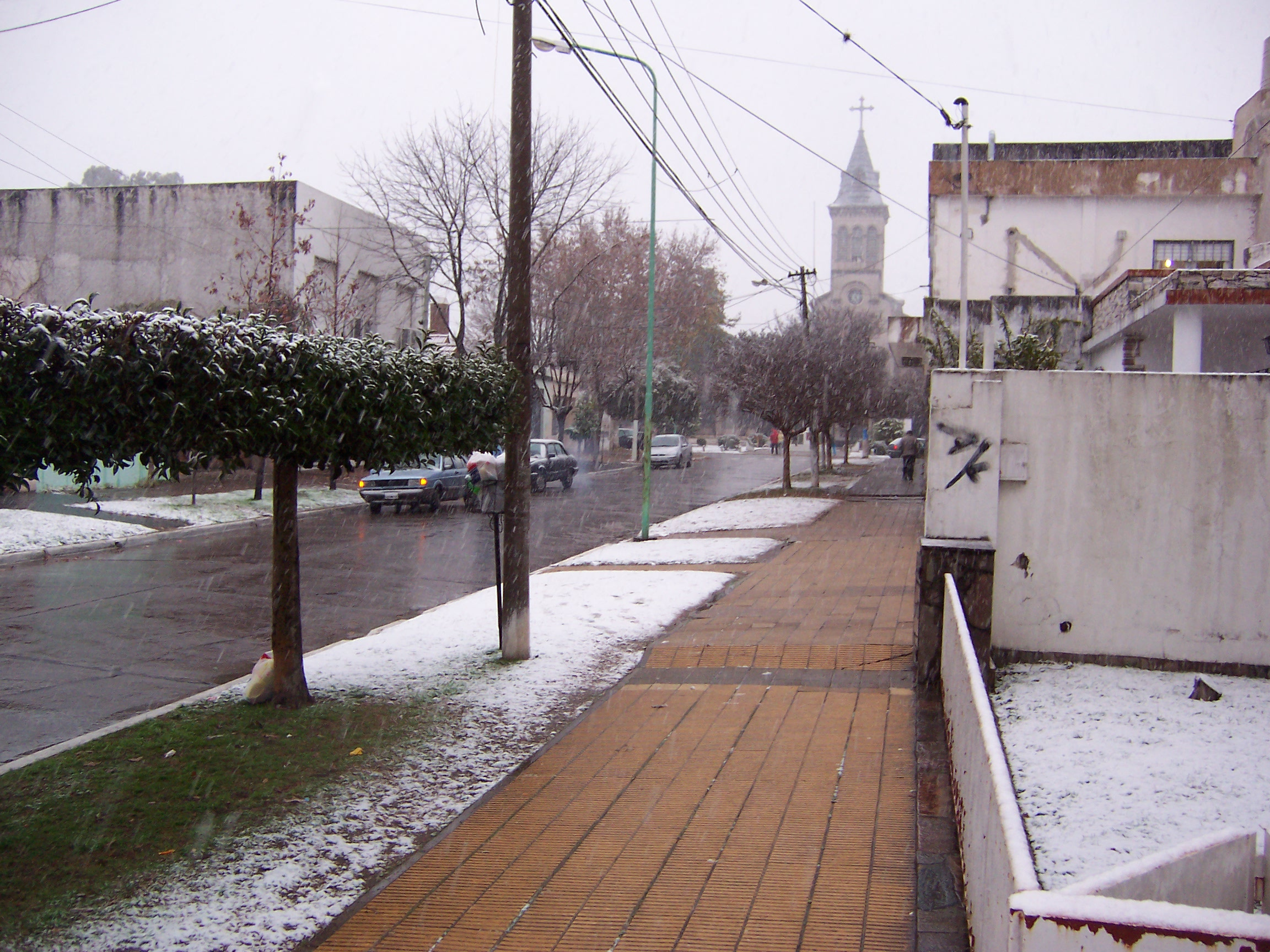
Calles nevadas
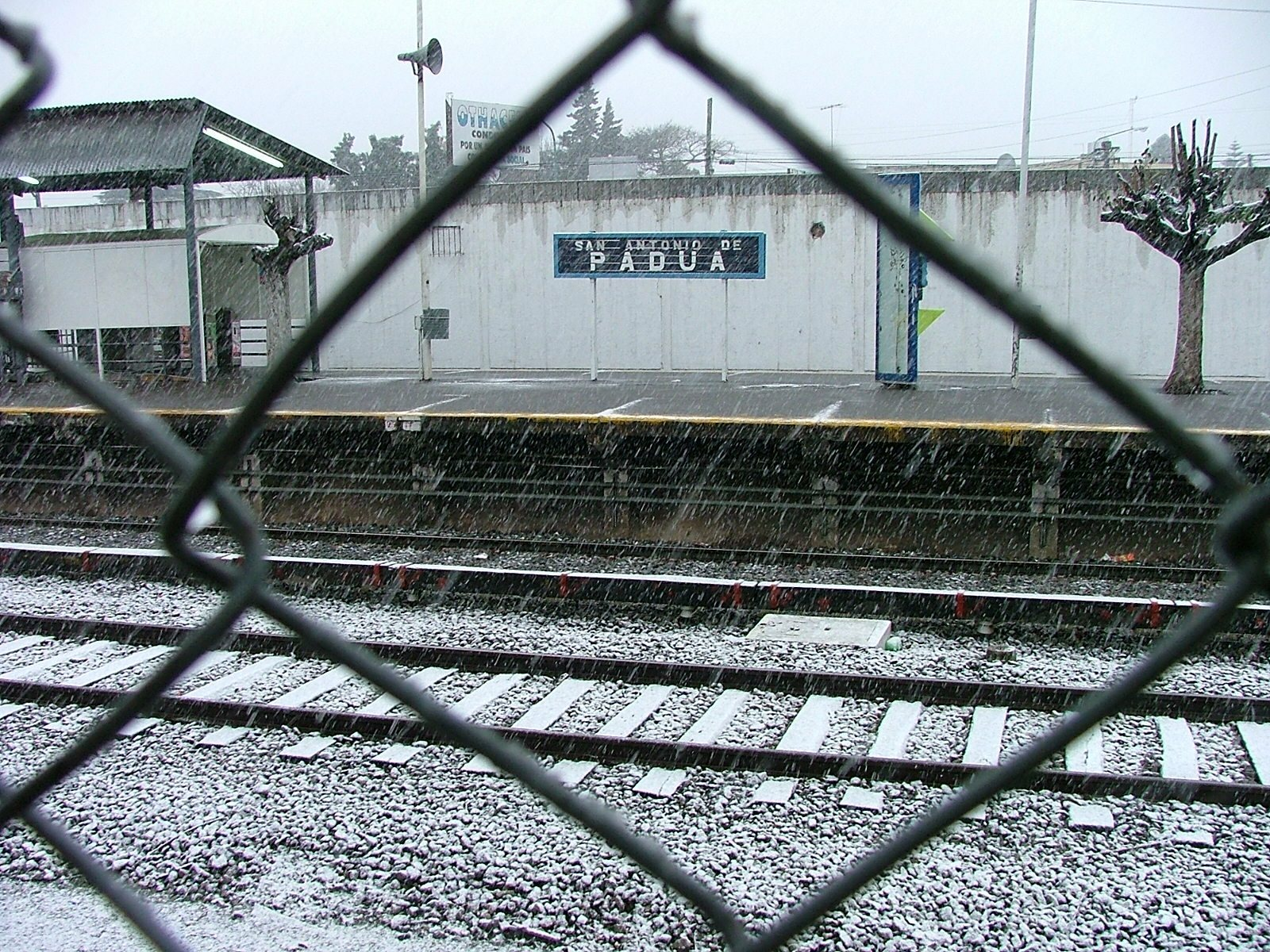
La estación de ferrocarril

## Personajes

### Artistas - Plásticos - Escritores - Intelectuales
- Marcelo Palacios - Periodista de La Red y TyC Sports.
- Tall Juan - Músico de rock alternativo e Indie, nacido en Padua. Álbumes: Olden Goldies y Why Not?.[8][9]
- Martín Pose - Golfista.
- Alfredo Córdoba de Alzaga - Ingeniero graduado en la Universidad de Belgrano, Periodista. De origen estadounidense, sirvió durante la guerra de Afganistán en Fuerzas Especiales de la US Navy, su destacada actuación en combate lo hizo merecedor de dos estrellas navales por servicios distinguidos.
- José Manuel "Lolo" García - Martillero Público, Primer Presidente del colegio de Martilleros de Merlo, Creador de la Galería Noguera y Cochería García, Participante de la inauguración del Instituto Domingo Faustino Sarmiento, famoso en su barrio por su gran trayectoria.
- Aldo José De Lodovicci - Médico Clínico y Cirujano, unos de los primeros médicos en San Antonio de Padua, también intendente del Partido de Merlo en época de la 2.ª Presidencia de J. D. Perón.
- Raúl de la Mano - Investigador histórico de S.A. de Padua - Miembro del Instituto Belgraniano.
- Juan Carlos Thorry, pasó sus últimos años de vida en la ciudad en donde fundó una escuela de teatro.
- Roberto A. Combi - Maquillador y caracterizador de cine. Trabajó en las películas más importantes de la época del cine Argentino. Participó en películas tales como "La Guerra Gaucha" o "Su mejor alumno". Vivió desde 1945 en la calle Río Negro, Construyendo una de las casas más imponentes de la época, llamada "Las Dos Marías" en honor a su hija y su esposa.
- Carlos Calvo, pasó su infancia y juventud en Padua.
- Eleonora Cassano (bailarina clásica), vive en la actualidad con su familia.
- Silvina Beatriz Pérez Sanders - Licenciada en Letras, escritora, psicóloga social. Ha publicado innumerables textos para el estudio de la carrera en diversas universidades del país. Directora de un centro de estudios de psicología social de la zona. Debido a su innegable atractivo, de joven supo ser reina de belleza de varios concursos estudiantiles locales y nacionales. Exesposa de Alfredo Córdoba de Alzaga.
- Julio Riccardi - Actor, director y docente teatral; productor radial, creador del primer portal de difusión de la actividad teatral desde 1998 CarteleraTeatroff.com.ar
- José Mojica - Cantante de bolero de origen mexicano que luego tomo los hábitos franciscanos, vivió por un tiempo en el convento franciscano de San Antonio de Padua.
- Carlos E. Cerruti - Locutor - Asesor Literario - Personal de LS82TV Canal 7 entre 1977 y 2011.
- María del Rocío Giordano - Cantante lírica.
- Rodolfo Galimberti - Dirigente de la organización revolucionaria Montoneros.
- Antonio Aliberti - Poeta de Merlo (fall.)
- Carlos Medici - Artista plástico y escritor. Miembro fundador de la Asociación Civil Arte y Cultura de Merlo.
- Toros Gurlekian - Artista plástico. Socio fundador y honorario de la Asociación Civil Arte y Cultura de Merlo.
- Eduardo Atilio Paschetto - Escritor, periodista. Miembro Fundador de la Asociación Civil Arte y Cultura de Merlo. Coordinador del Taller Literario y de la Revista Arte y Cultura - (Narraciones a Mansalva).
- Emilio Núñez Ferreiro - Escritor. Miembro de la Asociación Civil Arte y Cultura de Merlo. (Historias en sepia - Bar Landrove, novela).
- Víctor Frontera - Cantante de tangos.
- Mariano Hamilton - Periodista - escritor. (Cercano Oeste) (Masones argentinos)
- Cristian Gentile - Periodista - escritor. (Viaje al Horizonte)
- Julia Farjat - Escultora.
- Silvia Carbone - Ceramista. Gran Premio de Honor 2011. Otorgado por la Secretaría de Cultura de la Presidencia de la Nación - Salón Nacional de Artes visuales.
- Alberto Fernández (Furnita) - Escritor.
- Edgardo Devita - Locutor, conductor de televisión, escritor (Imberbes, esos estúpidos que gritan).
- Roxana Martínez - Cantante de tangos.
- Skapunk-do - Banda de ska surgida en el año 2001 en el barrio La Esmeralda.
- Eugenia Lemos - Participante de Soñando por Bailar 1 - Exparticipante de Bailando por un Sueño 2011 - Movilera de Éste es el Show.
- Iguana Lovers - Banda de rock surgida en el año 1990.
- Mario César Arrieta - Poeta y compositor de tango y folclore.
- Floreal Ruiz - Cantante de tango.
- Meno Fernández - Cantante del grupo Los Rancheros.
- Gabriel Impaglione - Poeta, periodista, escritor.
- Lucas Gonzalo Laurens - Músico, productor y actor (El Gato Desaparece). Nació y vivió en Padua sus primeras dos décadas.
- Sergio Paduczak - Juez Federal de la Nación.
- Mariano Ezequiel Cervetto - Empresario.

### Deportistas
- Roberto Nadih Schamun, "el Turco Schamun" (m. 2015), fue presidente del Buenos Aires Cricket & Rugby Club y es considerado como el "padre del rugby de Padua".
- Ramón Héctor Ponce - Exjugador del Club Atlético Boca Juniors y exdirector técnico del Club Atlético Banfield.
- Sergio Rondina - Exjugador y actual director técnico.
- Guido Luna - Exjugador del Club Atlético General Lamadrid y de la Penya Barcelonita FC de la localidad.
- Manuel Lanzini - Jugador del club River Plate
- Néstor Ortigoza - Exjugador del club San Lorenzo de Almagro.
- Delfina Orlandini - Campeona Sudamericana Juvenil de Triatlón.
- Jeremías Fernández - Peleador profesional de MMA.
- José María D’Agnillo - Destacado piloto y preparador de automóviles de Sport Prototipo y Turismo carretera de los años ‘60 y ‘70.

## Parroquias de la Iglesia católica en San Antonio de Padua
| Diócesis   | Merlo-Moreno                                           |
| ---------- | ------------------------------------------------------ |
| Parroquias | San Antonio de Padua, San Francisco de Asís, San Pío X |